# Antillas españolas
Las Antillas españolas,también denominadas Indias Occidentales Españolas, son un grupo de islas del archipiélago caribeño de las Antillasque estuvieron durante la época colonial (aproximadamente, entre 1492 y 1898) bajo soberanía española (es decir, formando parte del Imperio español) como virreinatos, capitanías o provincias.  

## Historia
La colonización española de las Antillas comienza con el primer viaje de Colón (1492), completándose la conquista del archipiélago en los primeros años del siglo XVI. En los posteriores siglos la mayoría de las islas más importantes de las Antillas permanecieron bajo dominio español, siendo posteriormente otras abandonadas u ocupadas por otras potencias coloniales; siendo el mayor ejemplo Jamaica, ocupada por Inglaterra en 1655.
La mayor parte del siglo XIX algunas de las Antillas Mayores se mantenían aún bajo dominio colonial español, Cuba y Puerto Rico; también, por menos tiempo, la parte española de la isla de La Española (República Dominicana; la otra parte es Haití, antigua colonia francesa (desde 1697).
Otras islas más pequeñas, de las denominadas Antillas Menores, que también habían sido colonizadas por España (territorios insulares de la actual Venezuela), se mantuvieron bajo control español hasta la independencia de esa nueva nación a principios del siglo XIX.
Al contrario que otras partes de la América española, las Antillas españolas no se independizaron a comienzos del siglo XIX en las llamadas guerras de independencia hispanoamericanas (con excepción de las islas pertenecientes a Venezuela). La República Dominicana, en el contexto de la revolución haitiana, se independizó inicialmente y luego retornó a soberanía española (periodo denominado España Boba), para luego ser invadida por Haití (1822), para volver a independizarse (1844), y más tarde volver a anexionarse a España (1861) e independizarse definitivamente (1865), aunque fue ocupada por los Estados Unidos. Cuba y Puerto Rico pasaron a control estadounidense en 1898 (guerra hispano-estadounidense). Cuba alcanzó la independencia en 1902, mientras que Puerto Rico se mantiene como dependencia de los Estados Unidos.
Otros grupos de islas que pertenecieron a España en el Caribe durante la época colonial fueron después ocupados por otras potencias coloniales como Inglaterra, Francia o los Países Bajos.

## Geografía
Las Antillas Españolas, que abarcan Cuba, la República Dominicana, Puerto Rico y las islas caribeñas de Venezuela, presentan una geografía diversa y cautivadora. Esta región, unida históricamente por la influencia colonial española, exhibe un tapiz de paisajes, desde imponentes montañas hasta costas vírgenes, y cada isla posee su carácter único.
Cuba, la mayor isla del Caribe, se caracteriza por sus extensas llanuras, colinas onduladas y cadenas montañosas. La Sierra Maestra, en el sureste de la isla, es la cadena montañosa más alta, con el Pico Turquino, el pico más alto de la isla. El litoral cubano está salpicado de numerosas bahías, cayos y arrecifes de coral, lo que lo convierte en un paraíso para la vida marina.
La República Dominicana comparte la isla de La Española con Haití y posee una topografía variada. La Cordillera Central, la principal cadena montañosa del país, atraviesa el centro de la isla, donde destaca el Pico Duarte, el más alto del Caribe. La República Dominicana también cuenta con fértiles valles, como el del Cibao, y extensas llanuras costeras.
Puerto Rico, la más pequeña de las Antillas Mayores, se caracteriza por su interior montañoso y sus llanuras costeras. La Cordillera Central atraviesa la isla, siendo el Cerro de Punta su pico más alto. El litoral de Puerto Rico es famoso por sus hermosas playas, bahías bioluminiscentes y arrecifes de coral.
Las islas caribeñas de Venezuela, como Margarita, Coche y Cubagua, se caracterizan por sus paisajes áridos y llanuras costeras. Margarita, la mayor de estas islas, presenta un interior montañoso y un litoral salpicado de playas y lagunas. Estas islas, con su proximidad al continente venezolano, comparten un clima y una vegetación similares.
La geología de las Antillas Españolas es compleja, con una mezcla de rocas volcánicas, sedimentarias y metamórficas. Esta diversidad geológica ha dado lugar a una variedad de tipos de suelo, que sustentan una amplia gama de vegetación. La historia geológica de las islas está estrechamente ligada a la actividad tectónica de la Placa del Caribe, que ha modelado sus paisajes a lo largo de millones de años.
El clima de las Antillas Españolas es tropical, con temperaturas cálidas y alta humedad durante todo el año. Las islas experimentan estaciones húmedas y secas diferenciadas; la estación húmeda suele ir de mayo a octubre. Las islas también están situadas en una región propensa a los huracanes, que pueden traer fuertes vientos, lluvias torrenciales y mareas tormentosas.
El litoral de las Antillas Españolas es variado, con largas playas de arena, acantilados rocosos y manglares. Abundan los arrecifes de coral, hábitat de una gran variedad de vida marina. Los ecosistemas costeros de las islas son importantes para el turismo, la pesca y la protección del litoral.
Los ríos y cuencas hidrográficas de las Antillas Españolas desempeñan un papel vital en los recursos hídricos de las islas. En el interior montañoso de las islas nacen numerosos ríos que fluyen hacia la costa, creando fértiles valles y apoyando la agricultura. Las cuencas hidrográficas de las islas también son importantes para mantener la biodiversidad y regular el flujo de agua.
La flora de las Antillas Españolas es diversa, con una mezcla de selvas tropicales, sabanas y vegetación costera. Las islas albergan una gran variedad de especies vegetales endémicas, así como especies introducidas de otras partes del mundo. Los bosques de las islas son el hábitat de una gran variedad de animales, como aves, reptiles y mamíferos.
La fauna de las Antillas Españolas también es diversa, con una mezcla de especies autóctonas e introducidas. Las islas albergan diversos animales endémicos, como el solenodonte cubano y la cotorra puertorriqueña. Los ecosistemas marinos de las islas también son ricos en biodiversidad, con una gran variedad de peces, crustáceos y moluscos.

## Islas
La siguiente es una lista de las islas que pertenecen geográficamente a las Grandes y Pequeñas Antillas y que estuvieron bajo dominio español en diversas etapas de la historia, hasta que se independizaron de España. Conservan el idioma español como idioma oficial.
No se consideran otras islas que pasaron al dominio de Francia, Inglaterra o los Países Bajos, y que en su mayoría estuvieron previamente bajo gobierno español.
| Entidad política     | Islas de las Antillas | Estatus |
| -------------------- | --- | --- |
| Cuba                 | Isla de Cuba — Isla de la Juventud — Archipiélago de Sabana-Camagüey — Cayo Blanco del Sur — Cayo Levisa — Cayo Los Ensenachos — Cayo Largo del Sur — Jardines de la Reina — Cayo Guillermo — Cayo Coco — Cayo Romano — Cayo Guajaba — Cayo Sabinal — Cayo Santa María — Cayo Paredón Grande — Archipiélago de los Colorados — Cayo Saetía — Cayo Blanco | Dependiente de España hasta 1898, Ocupado por Estados Unidos hasta 1902 |
| República Dominicana | Parte Oriental de la Isla la Española — Isla Alto Velo — Isla Cabra — Isla Catalina — Isla Catalinita — Isla Cerro Gordo — Isla Cuidado — Isla Beata — Isla Cabritos — La Matica y La Piedra — Cayo Levantado — Isla María — Cayo de los Pájaros — Isla Saona — Cayos Siete Hermanos | República independiente de España en 1795-1809 durante la Era de Francia, 1821-1861 durante el Estado Independiente de Haití Español, la Ocupación haitiana de Santo Domingo y la Primera República Dominicana, y desde Segunda República Dominicana en 1865 |
| Puerto Rico          | Isla de Puerto Rico — Culebra — Vieques — Mona — Monito — Desecheo — Caja de Muertos — Isla de Cabras — Cayo Batata — Isla Cardona — Cayos de Caña Gorda — Culebrita — Icacos — Cayo Luis Peña — Isla Magüeyes — Cayo Norte — Isla Palominos — Isla de Ratones — Isleta de San Juan — Cayo Santiago — Islas Vírgenes Españolas — Lista completa de islas en Puerto Rico | Estado Libre Asociado a Estados Unidos, dependiente de España hasta 1898 |
| Venezuela            | Isla de Margarita — Coche — Cubagua (integrantes del Estado Nueva Esparta) Los Monjes — Las Aves — Los Roques (Gran Roque, Francisquí, Isla Larga, Nordisquí, Madrisquí, Crasquí, Cayo Espenquí, Cayo Carenero, Cayo de Agua, Dos Mosquises, Cayo Sal, Cayo Grande) — Los Hermanos — Los Frailes — Aves — La Sola — La Tortuga (Cayo Herradura — Islas Los Tortuguillos) — La Orchila — La Blanquilla — Los Testigos — Patos (islas integrantes de las Dependencias Federales) | República independiente de España desde 1811 (reconocida por España en 1845) |

## Cultura

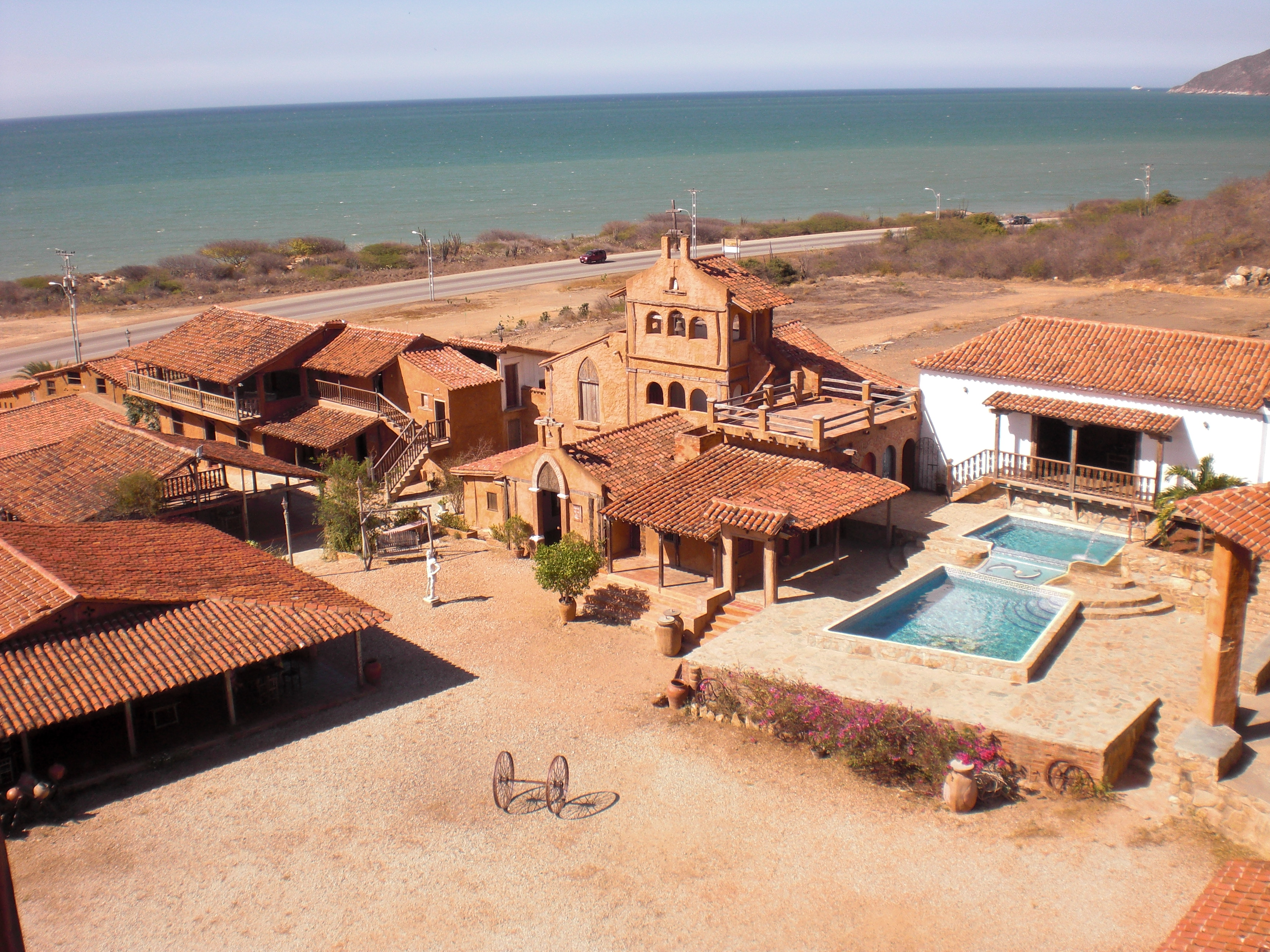
Museo Pueblos de Margarita en la Isla de Margarita, Venezuela

La cultura de las Antillas hispanohablantes, que abarca Cuba, la República Dominicana, Puerto Rico y las islas caribeñas de Venezuela, es un mosaico vibrante de influencias indígenas, africanas y europeas. Esta mezcla ha dado lugar a tradiciones únicas en música, danza, gastronomía, religión y expresiones artísticas.
La música es un elemento central en la cultura antillana. Géneros como la salsa, el merengue, la bachata y el reguetón tienen sus raíces en estas islas, combinando ritmos africanos con melodías españolas y elementos indígenas. Los instrumentos de percusión, como los tambores y las maracas, son fundamentales en estas expresiones musicales, que a menudo se acompañan de bailes llenos de energía y sensualidad.
La gastronomía antillana es otro reflejo de su rica herencia cultural. Platos como el arroz con gandules, el mofongo, la ropa vieja y el pabellón criollo muestran la fusión de ingredientes y técnicas culinarias de las diferentes culturas que han habitado la región. Los mariscos frescos, las frutas tropicales y las especias locales son ingredientes clave en estas cocinas, que varían de una isla a otra pero comparten una base común.

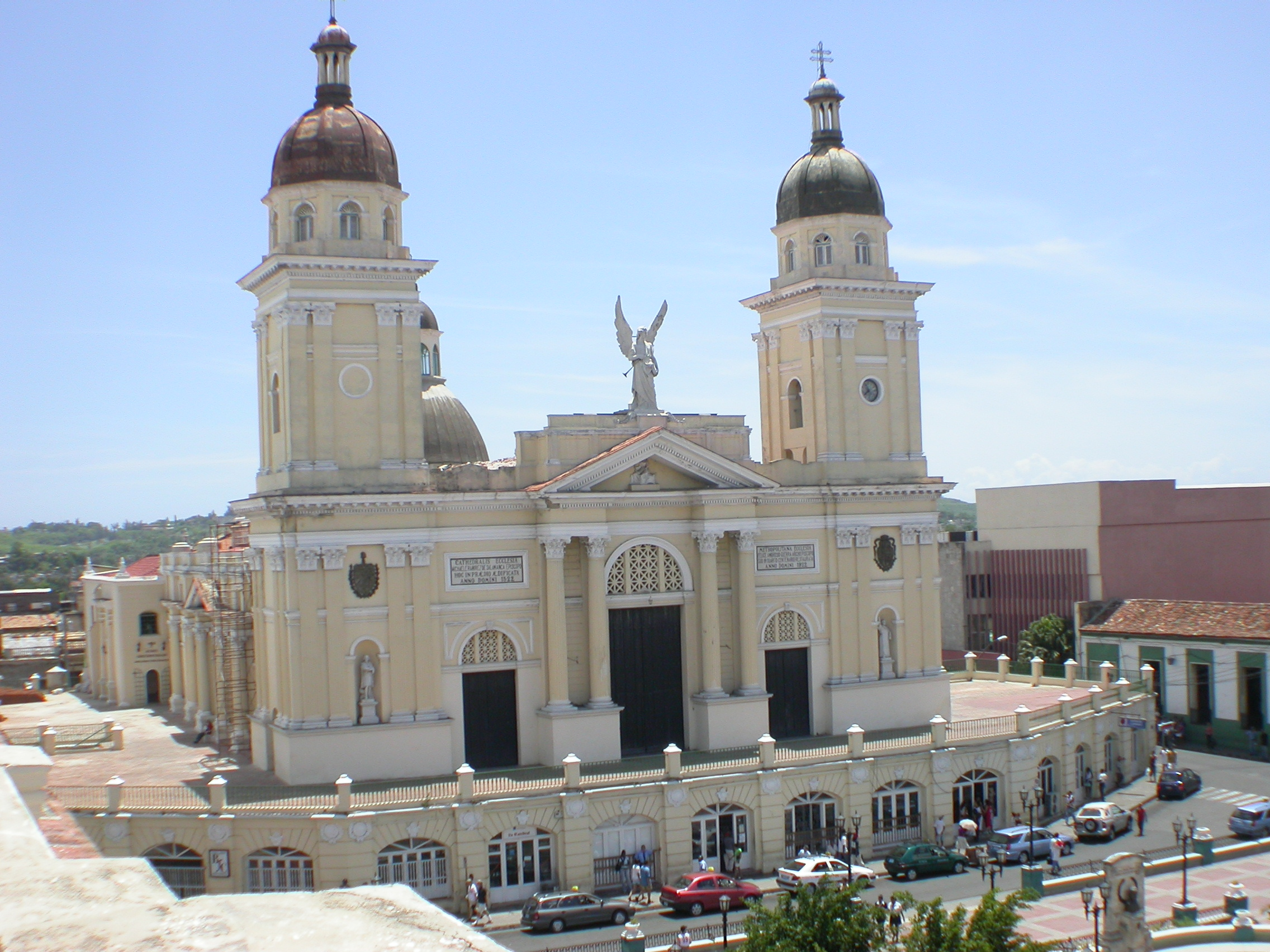
Catedral Nuestra Señora de la Asunción (Santiago de Cuba)

La religión también juega un papel importante en la cultura antillana. El cristianismo, introducido por los colonizadores españoles, es la religión predominante, pero en algunos casos se ha mezclado con creencias y prácticas africanas, dando lugar a expresiones sincréticas como en Cuba y en la República Dominicana. Las festividades religiosas, como la Navidad y la Semana Santa, se celebran con gran fervor y devoción.
Las artes visuales y la literatura también han florecido en las Antillas hispanohablantes. Pintores, escultores y escritores han capturado la belleza y la complejidad de la vida en estas islas, explorando temas como la identidad, la historia y la naturaleza. Autores como Nicolás Guillén, Pedro Mir y Julia de Burgos han dejado un legado literario que trasciende las fronteras de sus países.
Las tradiciones y costumbres populares son una parte integral de la cultura antillana. Las fiestas patronales, los carnavales y las celebraciones familiares son ocasiones para reunirse, compartir y celebrar la vida. Los juegos de dominó, las peleas de gallos y los deportes como el béisbol son pasatiempos populares que reflejan la pasión y el espíritu competitivo de la gente.

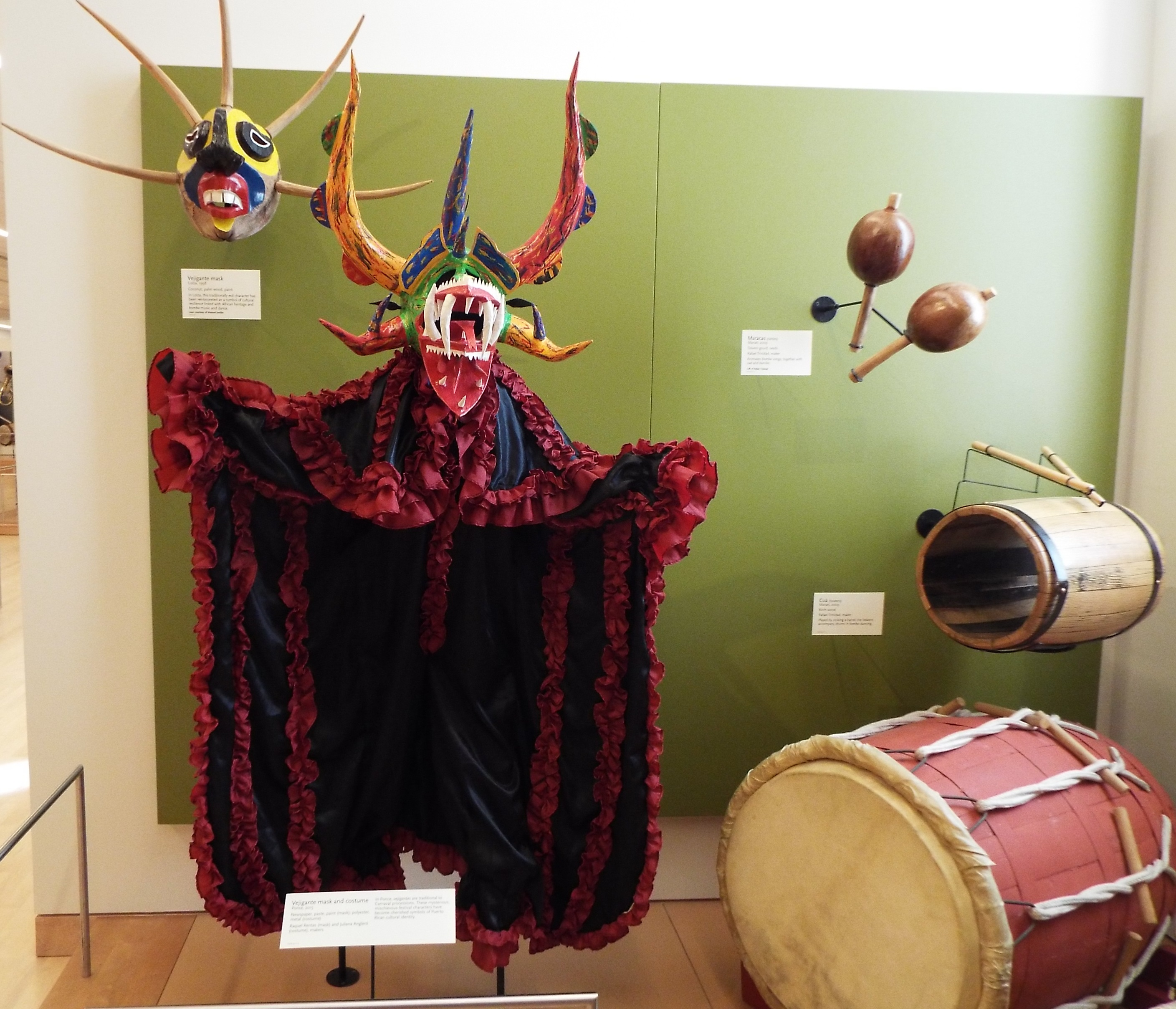
Máscaras e instrumentos musicales de Puerto Rico

El lenguaje es otro elemento unificador de la cultura antillana. Aunque existen variaciones dialectales y modismos locales, el español es la lengua común que permite la comunicación y el intercambio cultural entre las islas. El lenguaje también es una herramienta poderosa para expresar la identidad y la historia de la región.
La influencia africana es innegable en la cultura antillana, especialmente en la música, la danza y la religión. Los ritmos de los tambores, los movimientos de los bailes y las creencias espirituales son testimonios de la herencia africana que ha enriquecido la cultura de estas islas.
La cultura indígena, aunque menos visible que la africana, también ha dejado su huella en la cultura antillana. Palabras, nombres de lugares y algunas prácticas agrícolas son recordatorios de los pueblos originarios que habitaban estas islas antes de la llegada de los europeos.
La cultura antillana es dinámica y está en constante evolución, adaptándose a los cambios sociales, económicos y políticos. Sin embargo, las tradiciones y costumbres arraigadas en la historia y la identidad de estas islas continúan siendo un vínculo poderoso que une a su gente y la distingue de otras culturas.

## Galería

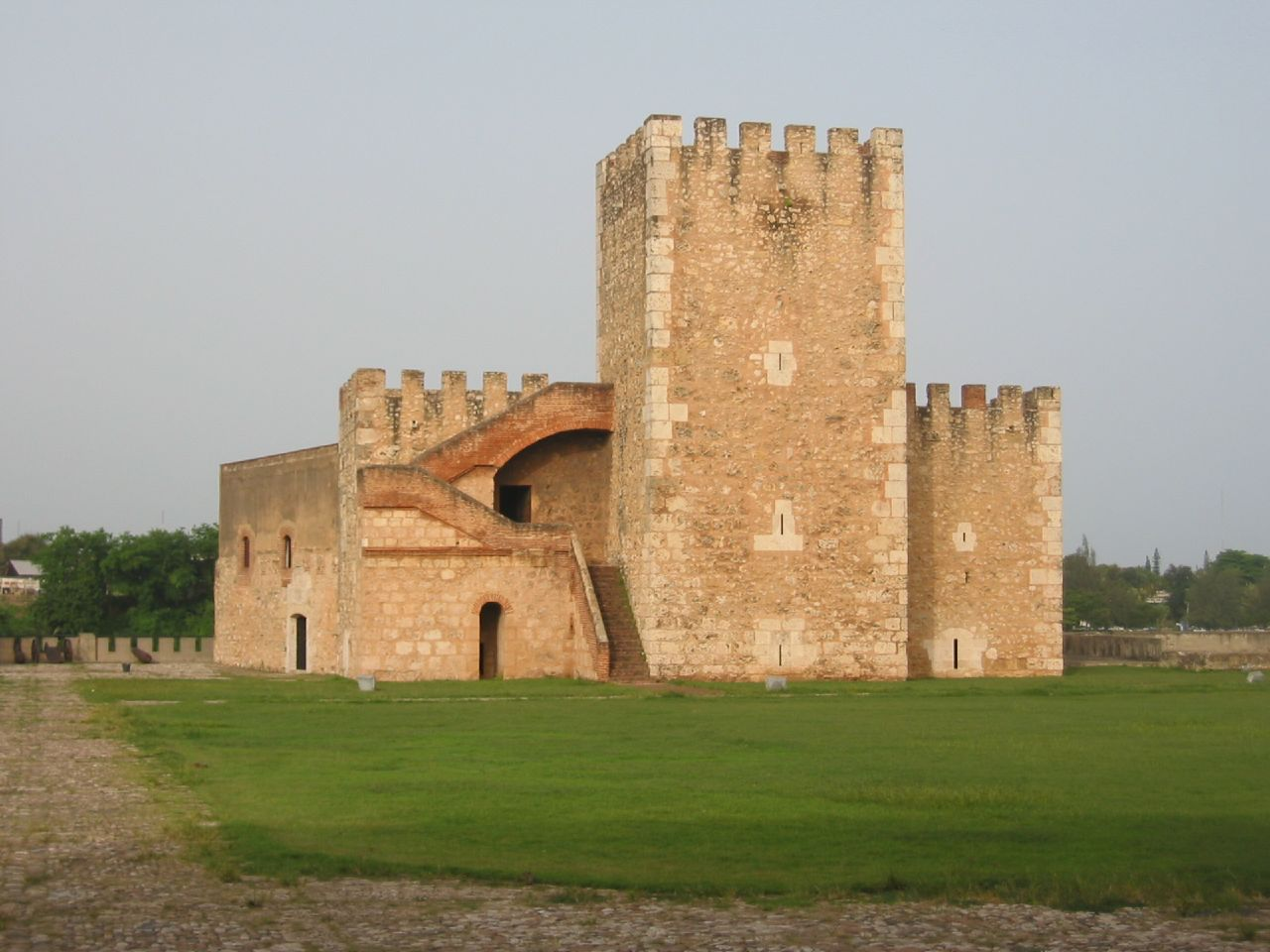
Fortaleza Ozama, República Dominicana construida entre 1502 y 1508 por los españoles para protegerse de ataques de Piratas
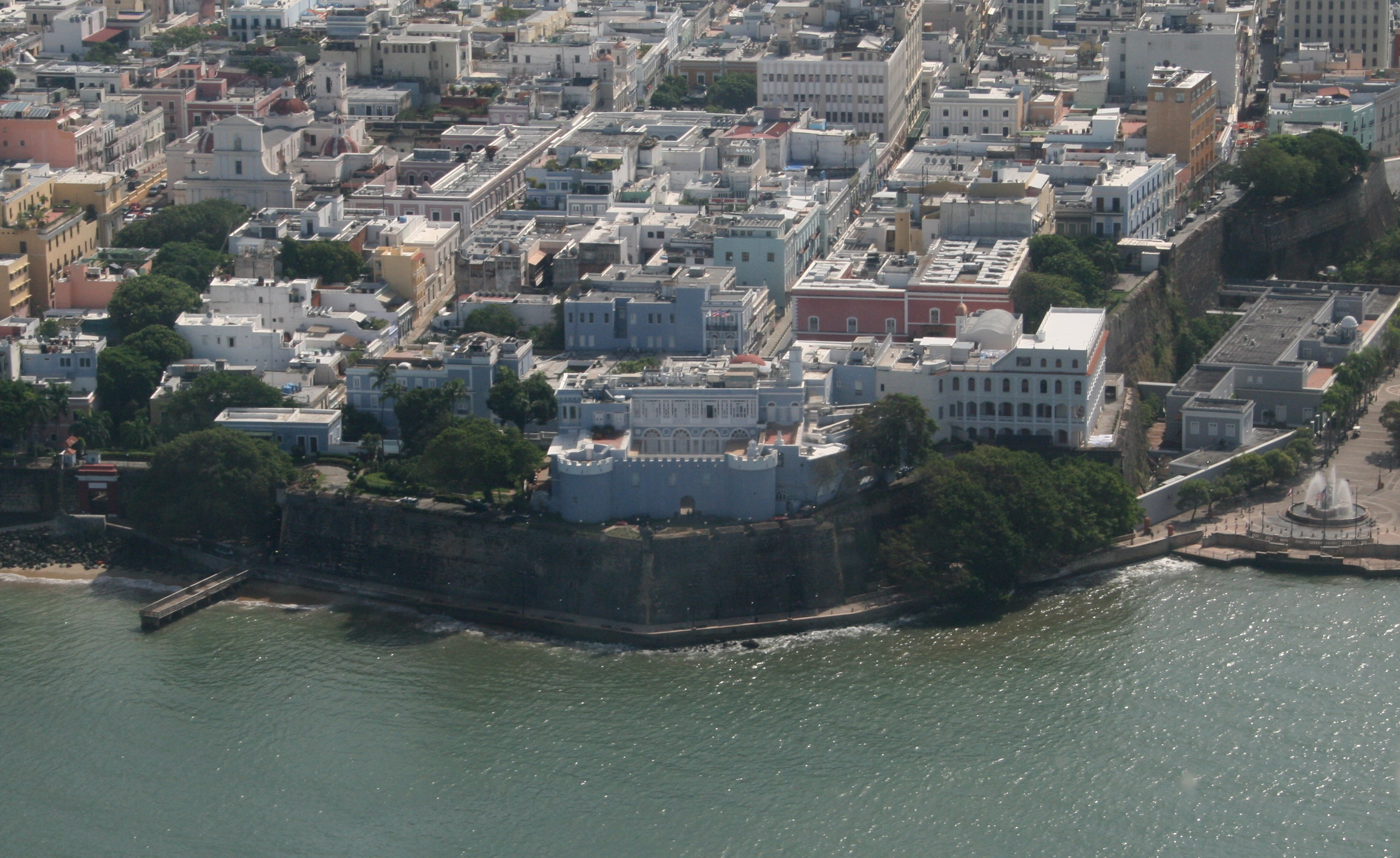
La Fortaleza (Puerto Rico) fue construida entre 1533 y 1540 sirvió como residencia de gobernadores españoles hasta 1898
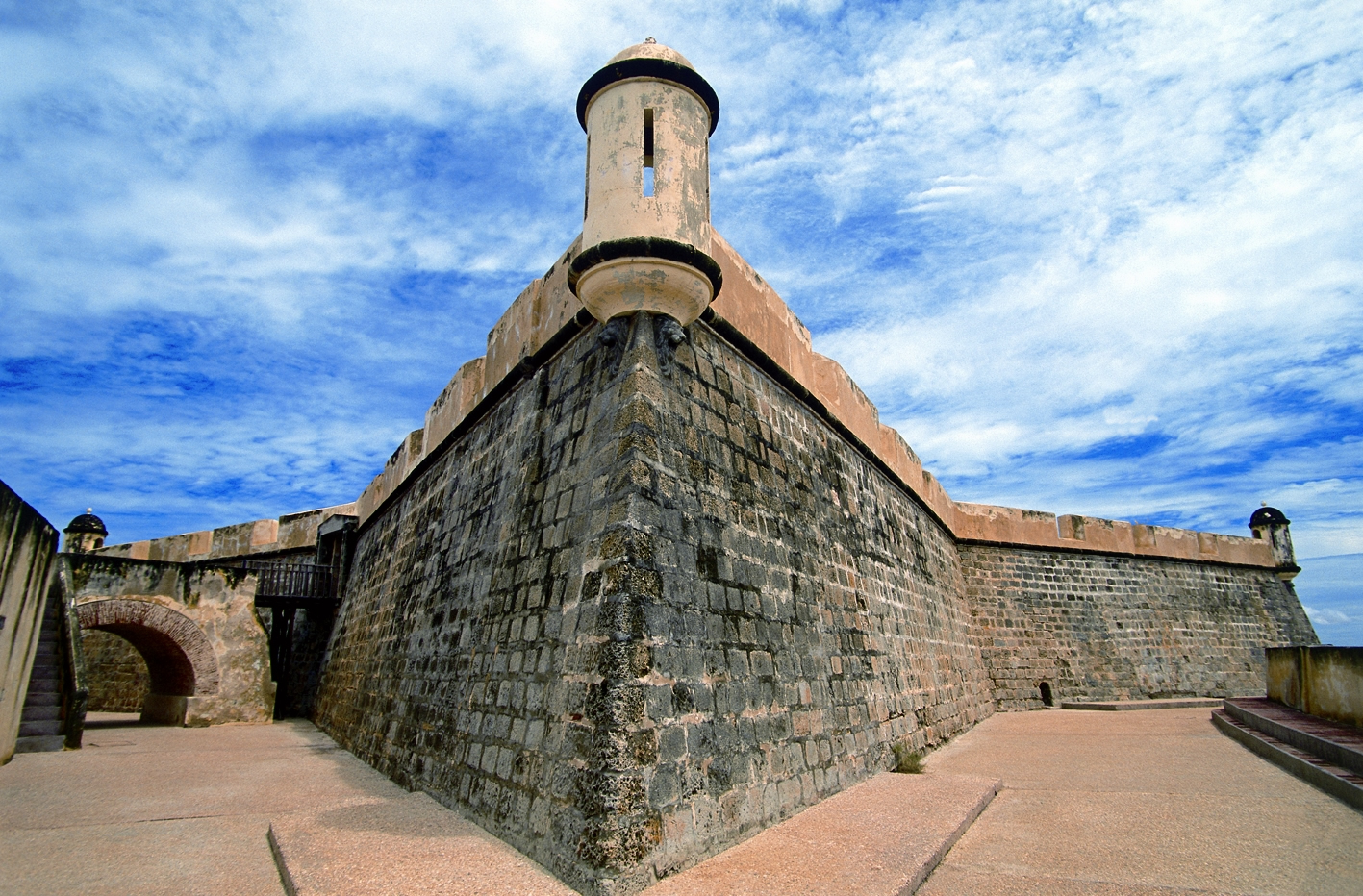
El castillo de San Carlos de Borromeo, en la Isla de Margarita (Venezuela), uno de los muchos vestigios de la colonización española en las Antillas Menores.
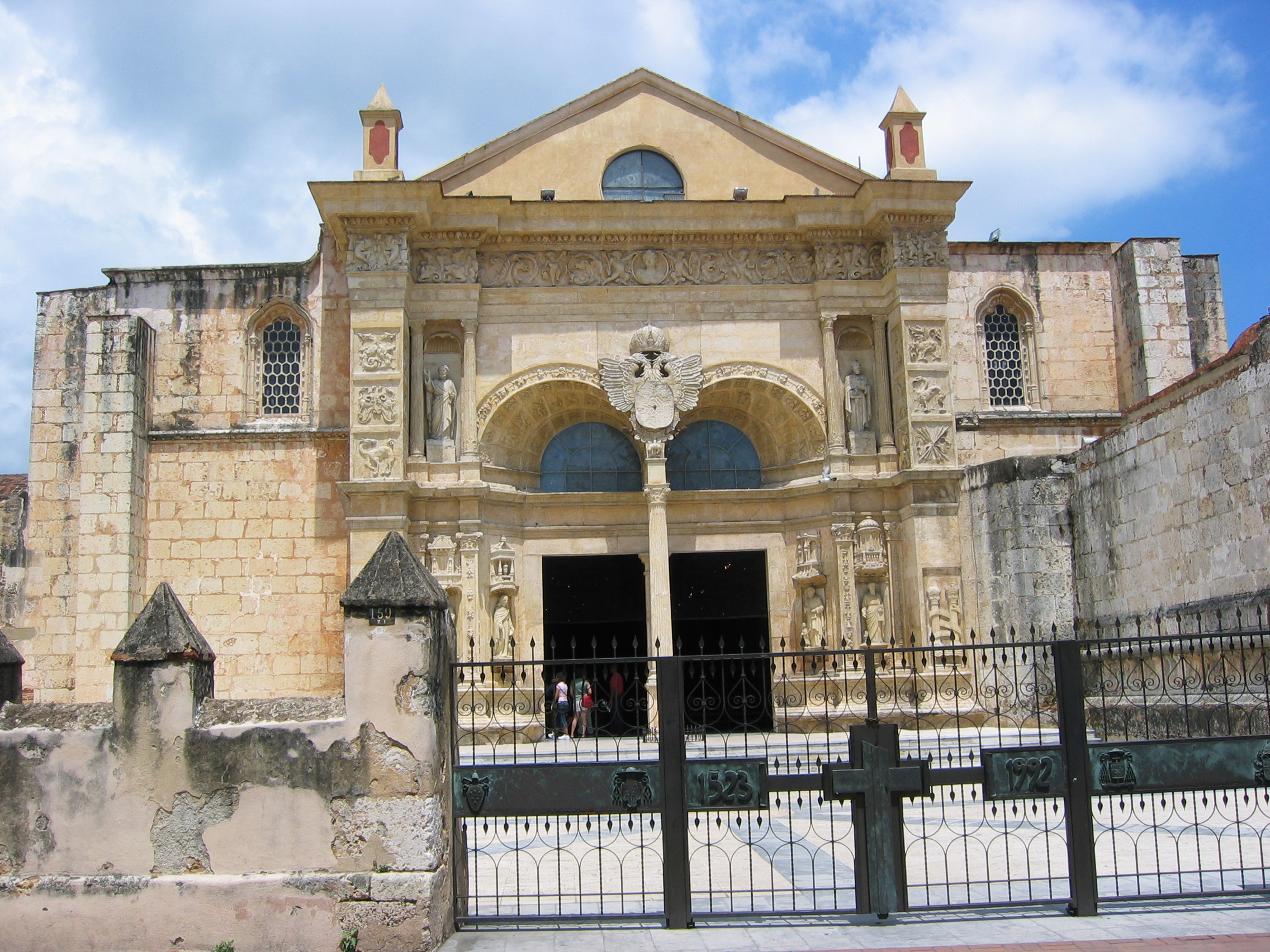
Catedral Primada de América construida entre 1521 y 1541
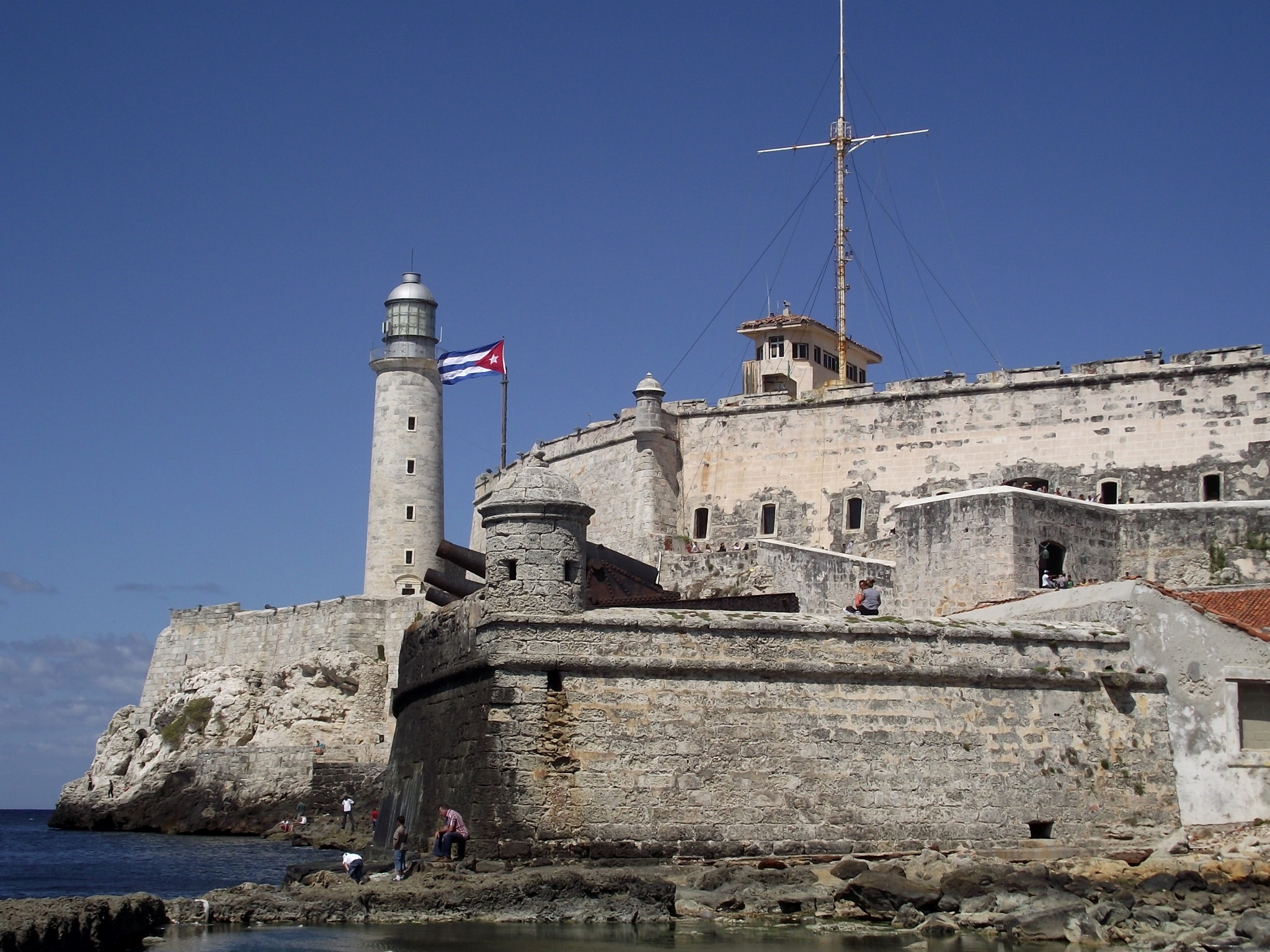
Castillo de los Tres Reyes del Morro, fortificación situada en el puerto de La Habana, Cuba, su construcción concluyó en 1630.
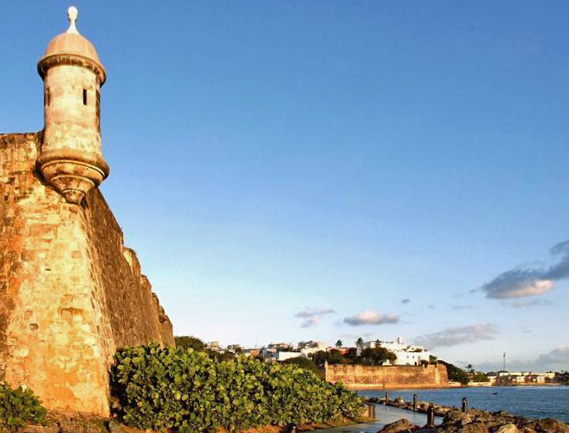
Fuerte San Felipe del Morro, Puerto Rico. Al igual que otros puertos españoles en las Antillas, San Juan fue fortificada por razones militares.
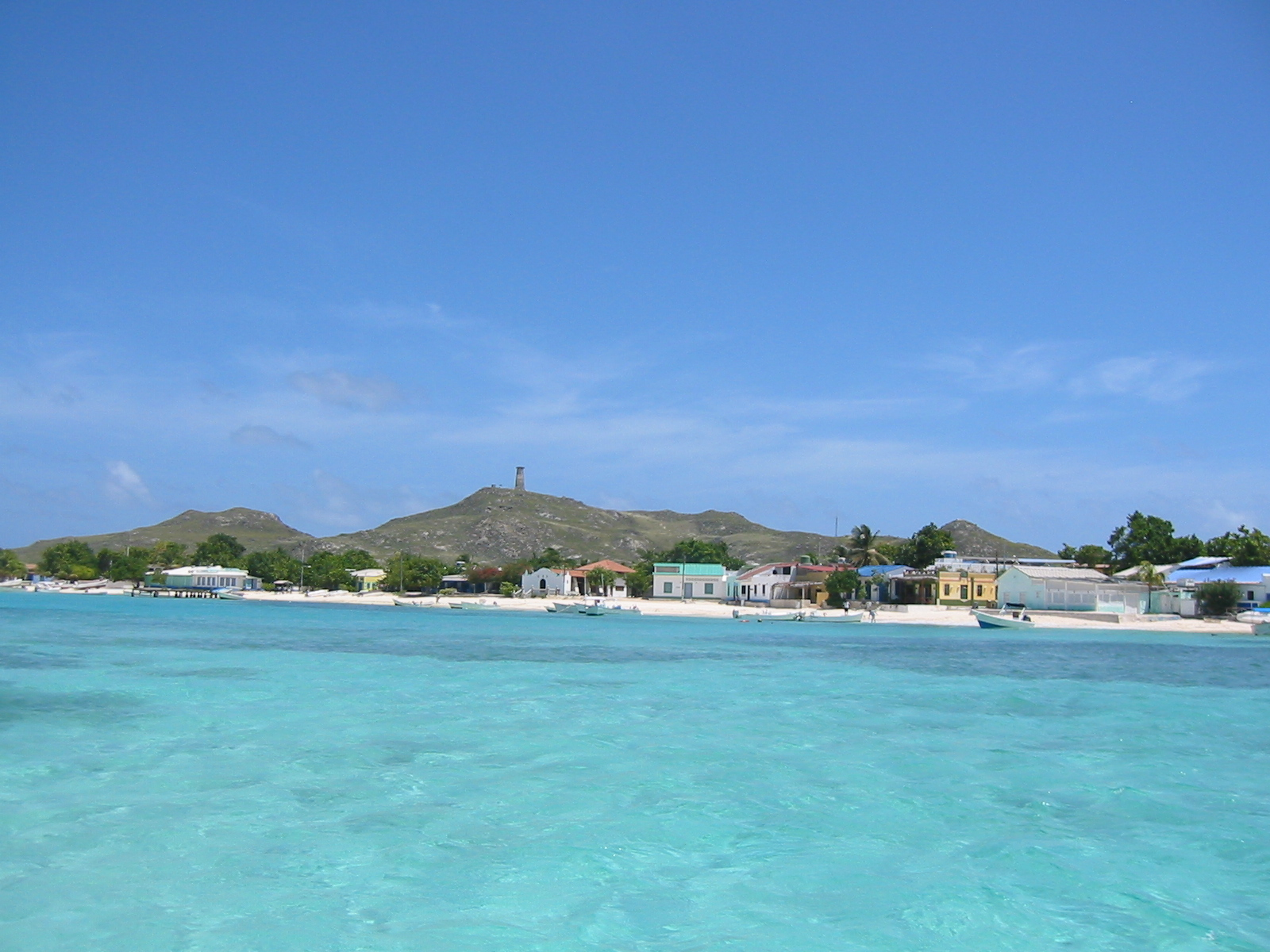
Los Roques, en la actual Venezuela
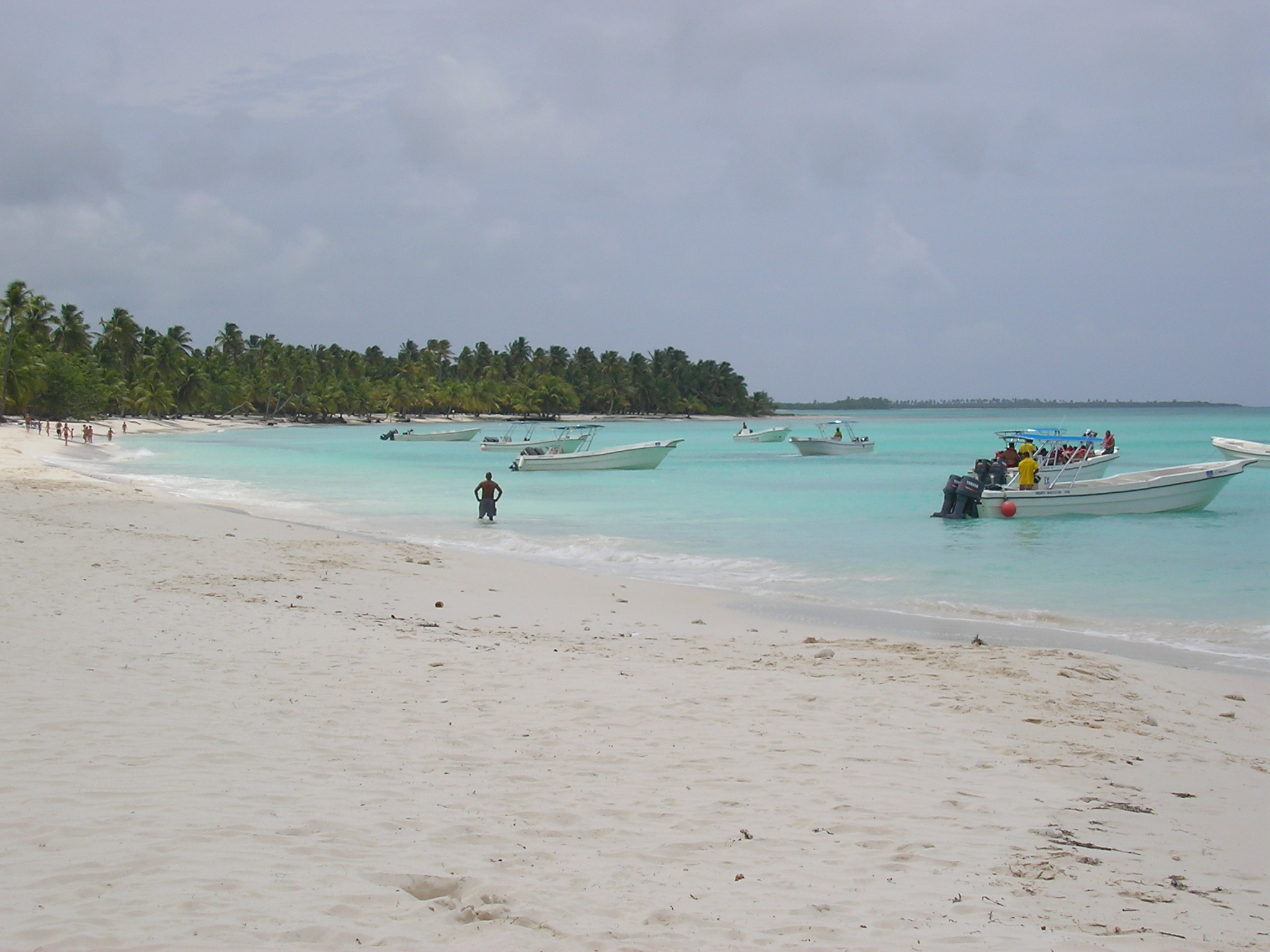
La Isla Saona, en la actual República Dominicana
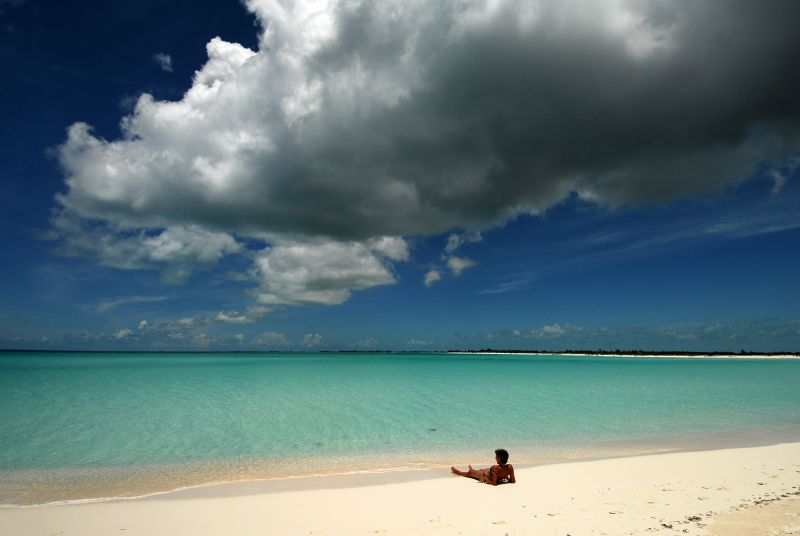
Cayo Largo en la actual Cuba
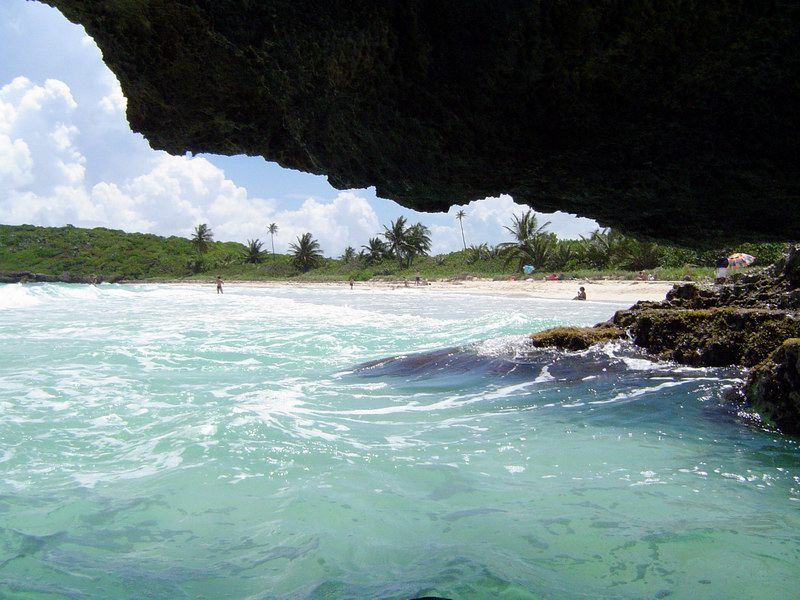
Isla de Vieques, en el actual Puerto Rico